# Chardonnay di Torgiano
Il Chardonnay di Torgiano è un vino DOC la cui produzione è consentita nella provincia di Perugia.

## Caratteristiche organolettiche
- colore: giallo paglierino più o meno intenso.
- odore: profumo caratteristico, intenso, gradevole.
- sapore: asciutto, fruttato, leggermente acidulo.

## Produzione
Provincia, stagione, volume in ettolitri
- Perugia  (1993/94)  443,62
- Perugia  (1994/95)  436,21
- Perugia  (1995/96)  360,36
- Perugia  (1996/97)  268,52